# Доња Душегубица
Доња Душегубица (мкд. Долна Душегубица) је насеље у Северној Македонији, у западном делу државе. Доња Душегубица припада општини Кичево.

## Географија
Насеље Доња Душегубица је смештено у западном делу Северне Македоније. Од најближег већег града, Кичева, насеље је удаљено 16 km западно.
Доња Душегубица припада историјској области Горња Копачка. Село је на јужним падинама планине Бистре, а јужно од насеља се тло спушта у долину реке Треске, која овде тече највишим делом свог тока. Надморска висина насеља је приближно 960 метара.
Клима у насељу је планинска због знатне надморске висине.

## Становништво
Доња Душегубица је према последњем попису из 2002. године имала 11 становника.
Већинско становништво су етнички Македонци (100%).
Претежна вероисповест месног становништва је православље.